# Petar Feletar
Petar Feletar (Čakovec,  1978. ), hrvatski geograf i povjesničar. 
Autor monografije: "Istočno Međimurje" (2005. ) i suautor monografije "Novi Zrin" (2001.). Završio studij geografije i povijesti. Tajnik je uredništva časopisa "Podravina" i član užeg uredništva časopisa "Meridijani". Bio je predsjednik Sveučilišne organizacije HSS-a.